# Élection présidentielle polynésienne de 2018
L'élection présidentielle de 2018 en Polynésie française se déroule au scrutin indirect à l'Assemblée de la Polynésie française le 18 mai 2018. Le président sortant Édouard Fritch est réélu au premier tour avec 39 voix sur 57, peu après la victoire de son parti aux élections territoriales quelques semaines auparavant.

## Élection du président
Première institution du territoire, le président de la Polynésie française est élu par les représentants de l'Assemblée de la Polynésie française parmi ses membres. Il est élu pour une durée de 5 ans, renouvelable. L'élection intervient dans les 15 jours suivant l'ouverture de la première session de l'Assemblée de la Polynésie française. Cette élection a lieu au scrutin secret et obéit à des conditions précises :
- Dépôt des candidatures ;

Pour le premier tour, les candidatures sont remises au président de l’Assemblée de la Polynésie française au plus tard à la veille du jour du scrutin. En cas de deuxième tour, de nouvelles candidatures peuvent être déposées. Elles sont remises au président de l’Assemblée de la Polynésie française au plus tard trois heures avant l’ouverture du deuxième tour de scrutin.
- Conditions de quorum ;

L’Assemblée de la Polynésie française procède à l’élection du président de la Polynésie française à condition que 3/5 des représentants soient présents. À défaut, l’Assemblée de la Polynésie française se réunit obligatoirement trois jours plus tard, dimanche et jours fériés non compris, quel que soit le nombre des représentants présents.
- Majorité absolue des membres ou majorité absolue des suffrages exprimés ;

Si, après deux tours de scrutin, aucun candidat n’obtient la majorité absolue des membres composant l’assemblée, il est procédé à un troisième tour et l’élection a lieu à la majorité absolue des suffrages exprimés. Le vote est personnel.
Il existe différents motifs justifiant l’élection d'un nouveau président de la Polynésie française.
- Adoption d'une motion de défiance ou d'une motion de renvoi, décès, démission volontaire ou d'office, ou empêchement définitif l'actuel président Édouard Fritch.

## Candidatures
- Dépôt des candidatures ;

Pour le premier tour, les candidatures sont remises au président de l’Assemblée de la Polynésie française au plus tard à la veille du jour du scrutin. En cas de deuxième tour, de nouvelles candidatures peuvent être déposées. Elles sont remises au président de l’Assemblée de la Polynésie française au plus tard trois heures avant l’ouverture du deuxième tour de scrutin.
- Conditions de quorum ;

L’Assemblée de la Polynésie française procède à l’élection du président de la Polynésie française à condition que 3/5 des représentants soient présents. À défaut, l’Assemblée de la Polynésie française se réunit obligatoirement trois jours plus tard, dimanche et jours fériés non compris, quel que soit le nombre des représentants présents.

## Liste des candidats
| Parti | Parti               | Chef de file   | Détails |
| ----- | ------------------- | -------------- | --- |
|       | Tahoeraa huiraatira | Geffry Salmon  | Ancien ministre du Tourisme entre 2013-2014 dans le gouvernement de Gaston Flosse |
|       | Tavini huiraatira   | Oscar Temaru   | Ancien président de la Polynésie française à cinq reprises. Ancien président de l'Assemblée de la Polynésie française. Actuel maire de Faaa. |
|       | Tapura huiraatira   | Édouard Fritch | Actuel président de la Polynésie française depuis le 12 septembre 2014. Fondateur du Tapura huiraatira le 20 février 2016. Ancien vice-président de la Polynésie française dans le gouvernement de Gaston Flosse puis dans le gouvernement de Gaston Tong Sang. Actuel maire de Pirae. |

## Résultats
| Candidats                | Candidats                | Partis                   | Premier tour | Premier tour |
| Candidats                | Candidats                | Partis                   | Voix         | %            |
| ------------------------ | ------------------------ | ------------------------ | ------------ | ------------ |
|                          | Édouard Fritch           | Tapura huiraatira        | 39           | 68,42        |
|                          | Greffy Salmon            | Tahoeraa huiraatira      | 10           | 17,54        |
|                          | Oscar Temaru             | Tavini huiraatira        | 8            | 14,04        |
|                          |                          |                          |              |              |
| Suffrages exprimés       | Suffrages exprimés       | Suffrages exprimés       | 57           | 100          |
| Blancs et nuls           | Blancs et nuls           | Blancs et nuls           | 0            | 0            |
| Total                    | Total                    | Total                    | 57           | 100          |
| Abstentions              | Abstentions              | Abstentions              | 0            | 0            |
| Inscrits / participation | Inscrits / participation | Inscrits / participation | 57           | 100          |